# Wiktor Biegański

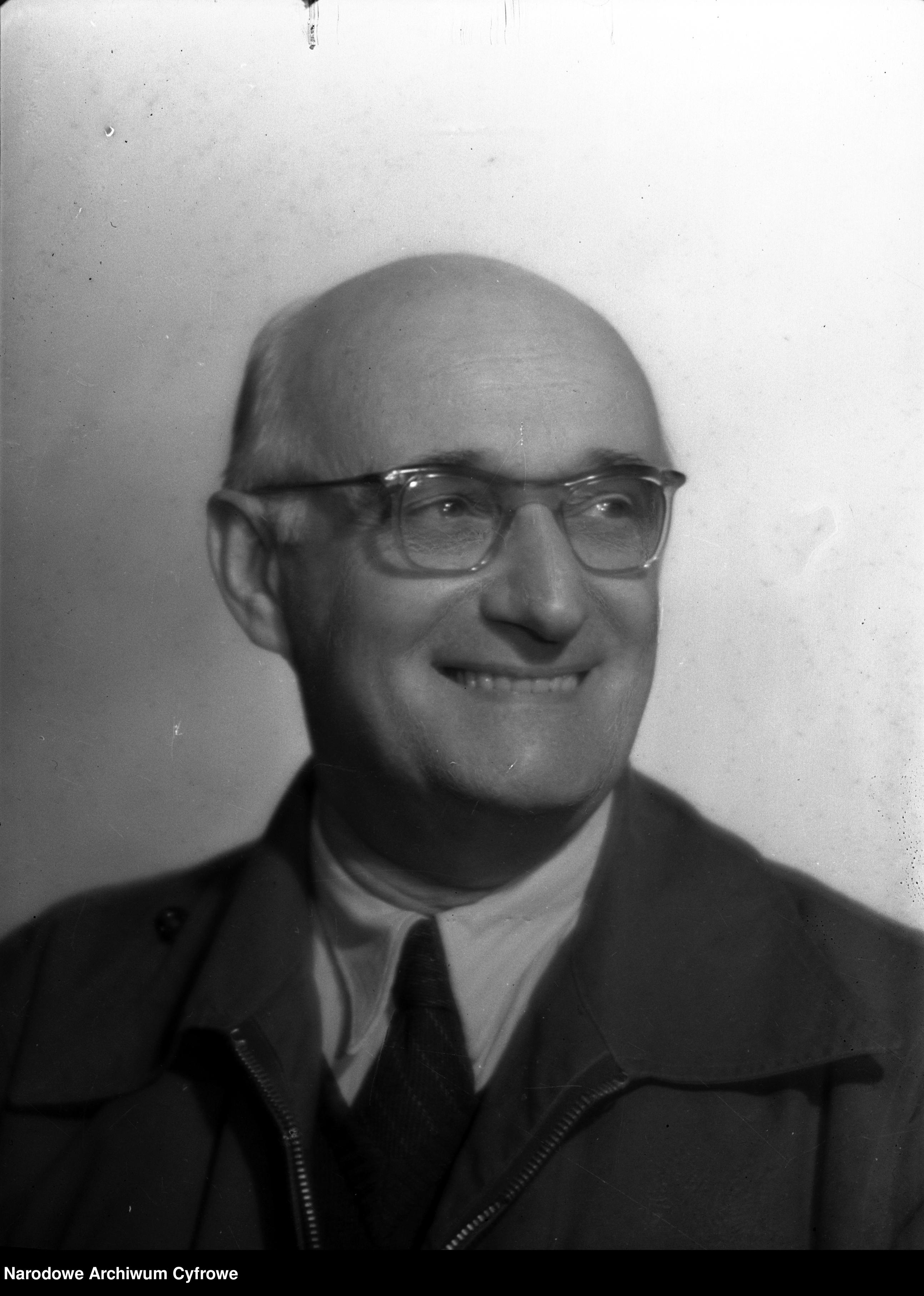
Wiktor Biegański

Wiktor Julian Biegański (* 16. November 1892 in Sambor, Galizien; † 19. Januar 1974 in Warschau, Polen) war ein polnischer Schauspieler, Regisseur und Drehbuchautor.

## Leben
Das Schauspielhandwerk erlernte er an der Schauspielschule in Krakau. Dort trat er bereits seit 1907 als Laiendarsteller auf. Es folgten Engagements in Lemberg, Krakau und Lodz, wo er auch sein Debüt als Theaterregisseur gab. Von 1919 bis 1935 lebte er in Warschau. 1935 zog er nach Krakau. Nach dem Krieg arbeitete an verschiedenen Theatern in Krakau, Kattowitz, Breslau, Danzig und Lublin. In Warschau leitete er 1955/56 das Teatr Nowy w Warszawie. Er starb im Alter von 81 Jahren.

## Filmografie (Auswahl)
- 1919: Die Sühne der Martha Marx
- 1919: Die kleine Staszewska
- 1919: Charlotte Corday